# Меги
„Меги“ е български игрален филм от 1989 година на режисьора Петър Донев, по сценарий на Петър Донев (по идея на Еми Барух). Оператор е Стефан Трифонов. Музиката във филма е композирана от Митко Щерев.
Стиховете във филма са от Ръдиард Киплинг, Пол Клодел, Пейо Яворов, Салваторе Куазимодо и Петя Дубарова.
Изпълненията на песните са  на Бийтълс, Джон Ленън, Пет Шоп Бойс, Медикус и Тангра.

### Актьорски състав
| Изпълнител                                 | Роля                              |
| ------------------------------------------ | --------------------------------- |
| Диана Захариева                            | Магдалена, наречена Меги          |
| Илия Добрев                                | Тонев оперативен работник         |
| Любен Чаталов                              | Слав                              |
| Емил Атанасов                              | Тони                              |
| Георги Добрев                              | Румбата                           |
| Валя Гостева                               | Люси                              |
| Наталия Симеонова (като Наталия Богданова) | Джулия                            |
| Нина Стамова                               | Дончева директорката на училището |
| Сийка Христова                             |                                   |
| Пламен Дончев                              | майор Диков                       |
| Петър Кунев                                | Баръмов следовател                |
| Юлия Джовджорска                           | Попбозакова                       |
| Атанас Трайков                             | Бахчеванов                        |
| Нина Арнаудова                             | Вяра                              |
| Петър Петров                               | Аньо бащата на Меги               |
| Георги Димитров                            | Марио                             |
| В епизодичните роли:                       |                                   |
| Н. Богданова                               |                                   |
| Сл. Георгиев                               |                                   |
| Марио Кръстев                              | Турлата                           |
| М. Динева                                  |                                   |
| Димитрина Савова                           |                                   |
| Виолета Николова                           | Радева                            |
| Р. Маркова                                 |                                   |
| Б. Бобев                                   |                                   |
| Александър Жеков                           | Макси                             |
| Кр. Николова                               |                                   |
| Д. Шишкова                                 |                                   |
| Тангра                                     | Тангра рок-група                  |